# Ostorhinchus rubrimacula
Ostorhinchus rubrimacula is een straalvinnige vissensoort uit de familie van de kardinaalbaarzen (Apogonidae). De wetenschappelijke naam van de soort is voor het eerst geldig gepubliceerd in 1998 door Randall & Kulbicki.
De soort staat op de Rode Lijst van de IUCN als niet bedreigd, beoordelingsjaar 2009.